# Медведка (Пермски край)
Медведка (на руски: Медведка) е селище от градски тип в Русия, разположено в Горнозаводски район, Пермски край. Населението му към 1 януари 2018 година е 282 души.